# Apatura thaumantis
Apatura thaumantis är en fjärilsart som beskrevs av Schultz 1903. Apatura thaumantis ingår i släktet Apatura och familjen praktfjärilar. Inga underarter finns listade i Catalogue of Life.